# 凯文·丹索
凯文·丹索（德語：Kevin Danso，1998年9月19日—），奥地利职业足球运动员，司职中后卫，現效力于英超球隊托特纳姆热刺。

## 国家队生涯
2024年6月，丹索入选了2024年欧洲足球锦标赛的26人名单。

## 荣誉

### 俱乐部
热刺
- 欧洲联赛冠軍：2024–25年